# Dariusz Bogucki

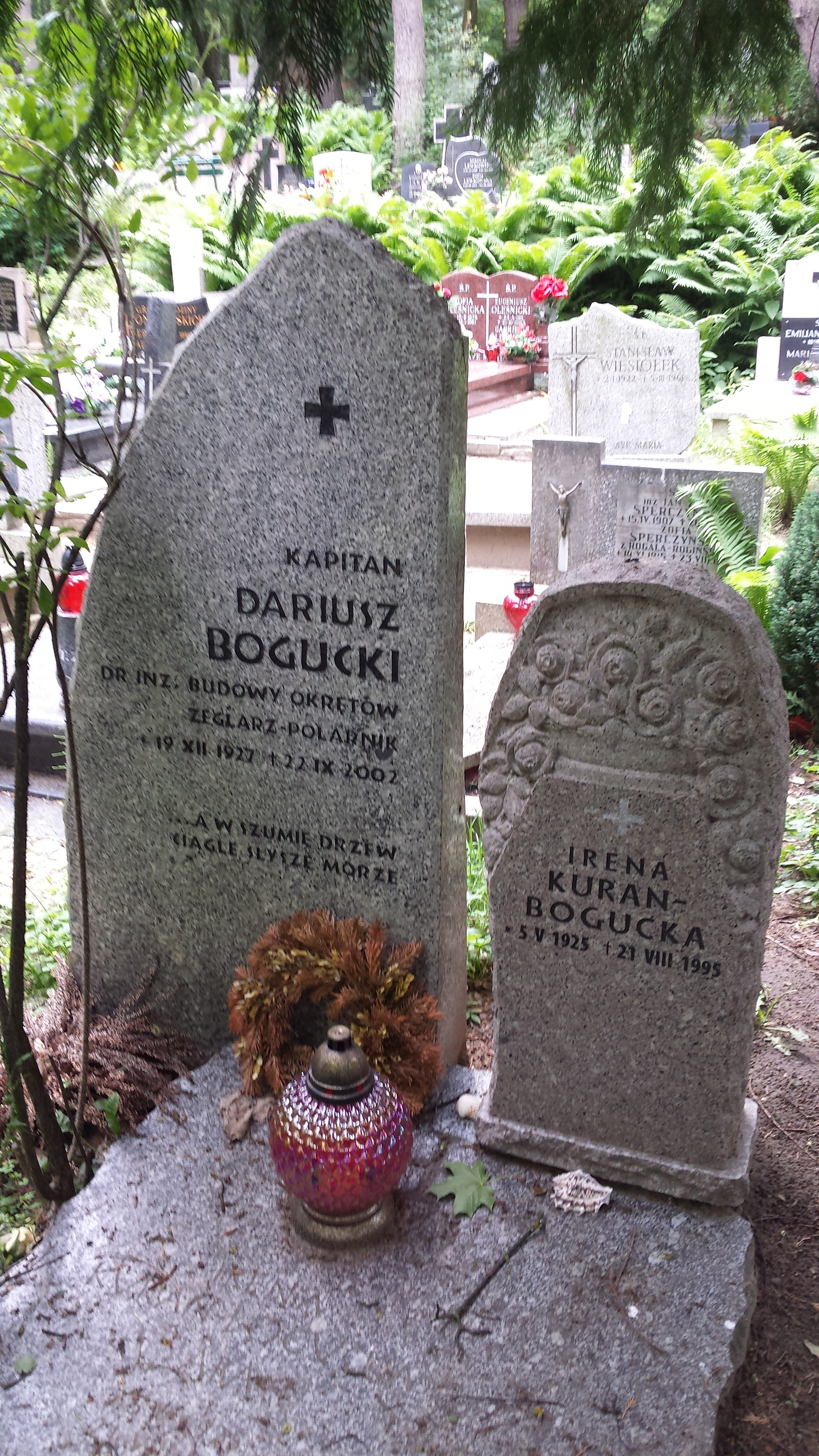
Grób Dariusza Boguckiego i Ireny Kuran-Boguckiej na Cmentarzu Srebrzysko w Gdańsku

Dariusz Bogucki (ur. 19 grudnia 1927 w Warszawie, zm. 22 września 2002 w Bydgoszczy) – polski kapitan jachtowy, żeglarz-polarnik, pisarz.

## Życiorys
W 1952 ukończył studia na wydziale Budowy Okrętów Politechniki Gdańskiej, a w 1968 uzyskał stopień doktora nauk technicznych. 
Brał udział w 12 wyprawach oceanicznych i polarnych, z czego w 7 jako kapitan. Przepłynął 100 tysięcy mil morskich.
Jako pierwszy dopłynął na jachcie do zachodniej Grenlandii i powyżej 80° szerokości geograficznej od Spitsbergenu. 
W 1983 został przyjęty (jako piąty po wojnie Polak) do międzynarodowego stowarzyszenia podróżników The Explorers Club z siedzibą w Nowym Jorku.
Jest autorem licznych książek podróżniczych: Islandzki rejs, Do brzegów Grenlandii, „Gedanią” za oba kręgi polarne, Zanim powrócimy. 
Był członkiem m.in. Klubu Polarnego, Bractwa Wybrzeża, Bractwa Kaphornowców. W 1972 otrzymał Srebrny Sekstant za rejs na Spitsbergen i Jan Mayen na s/y „Mestwin”.
Jego żoną była graficzka i tłumaczka poezji hiszpańskiej Irena Kuran-Bogucka (1925–1995), z którą miał dwie córki: Ewę Marię Slaską, pisarkę i Katarzynę Bogucką-Krenz - poetkę i tłumaczkę. Od 1998 był żonaty z Marianną Jurkowską, nauczycielką.
Pochowany na Cmentarzu Srebrzysko w Gdańsku (rejon IX, taras III wojskowy, rząd 4).
10 listopada 2017 r. odsłonięto jego tablicę w Alei Żeglarstwa Polskiego w Gdyni. 

## Twórczość

### Książki o tematyce żeglarskiej
- Islandzki rejs, Iskry, Warszawa 1970 (seria „Naokoło świata”)
- Do brzegów Grenlandii, Wydawnictwo Morskie, Gdańsk 1973
- Gedanią za oba kręgi polarne, Iskry, Warszawa 1980 (seria „Naokoło świata”) ISBN 83-207-0216-X
- Jachtem na wody polarne, Wydawnictwo Morskie, Gdańsk 1981 ISBN 83-215-4393-6
- Zanim powrócimy, Wydawnictwo Morskie, Gdańsk 1983 ISBN 83-215-8251-6
- Śladami życia, Wydawnictwo Bernardinum (seria Poznaj Świat), Pelplin 2009 ISBN 978-83-7380-741-9

### Inne
- Geometria kształtu kadłuba (współautor Stanisław Czarnecki), Wydawnictwo Morskie, Gdańsk 1983 ISBN 83-215-0109-5
- Stan wojenny - wspomnienia i oceny (współautor), Wydawnictwo Bernardinum, Pelplin 1999, ISBN 83-87668-56-7
- Pokłon Hornowi (współautor), Dom Wydawniczy „Morze”, Warszawa 2000 ISBN 83-913368-0-8
- Śladami życia